# John R. Murdock

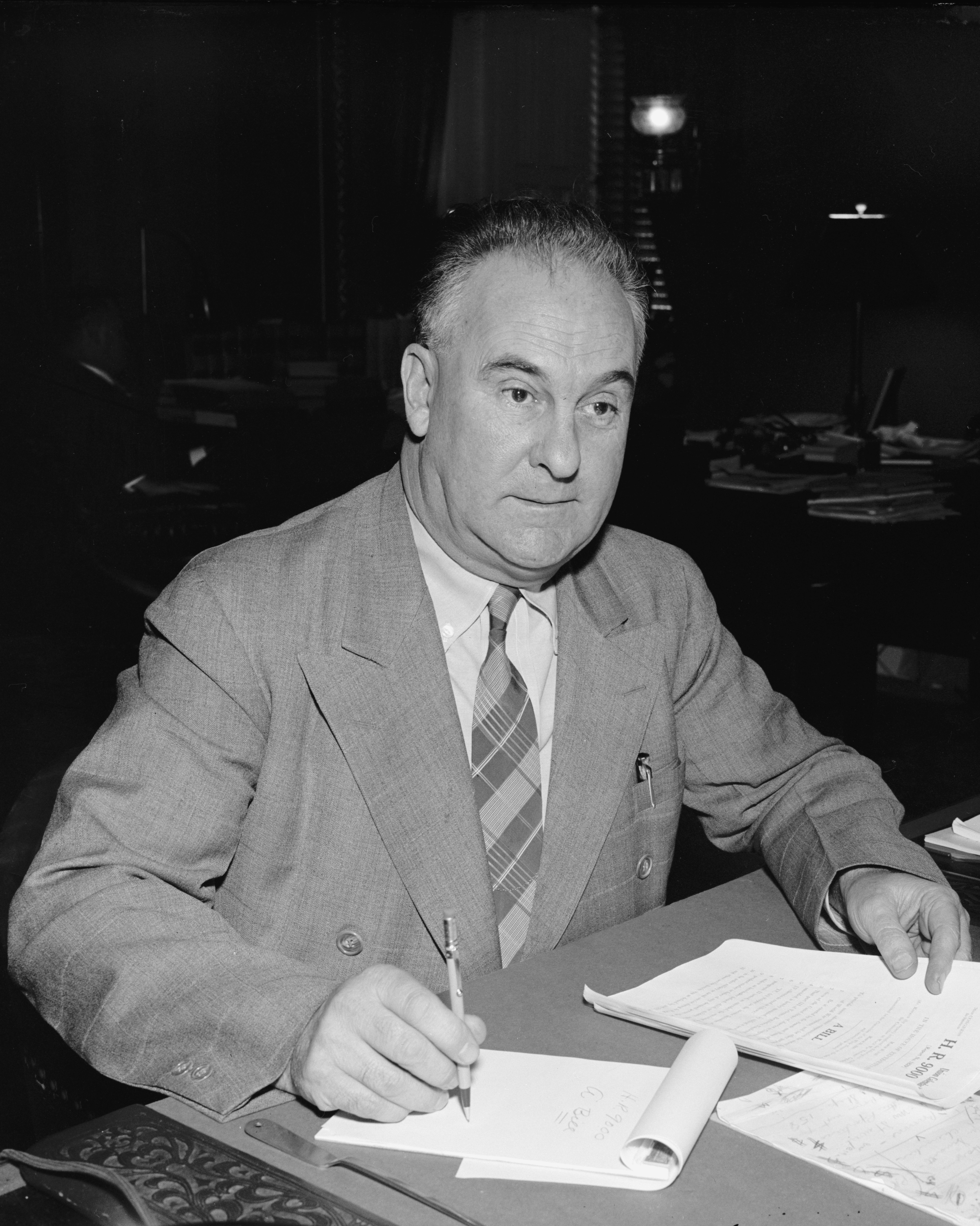
John R. Murdock

John Robert Murdock (* 20. April 1885 bei Lewistown, Lewis County, Missouri; † 14. Februar 1972 in Phoenix, Arizona) war ein US-amerikanischer Politiker. Zwischen 1937 und 1953 vertrat er den ersten Wahlbezirk des Bundesstaats Arizona im US-Repräsentantenhaus.

## Frühe Jahre und Aufstieg
John Murdock besuchte die öffentlichen Schulen seiner Heimat und dann bis 1912 das State Teacher’s College in Kirksville. Später studierte er noch an der University of Iowa, der University of Arizona und der University of California. Ab 1904 war er in verschiedenen Positionen im Schuldienst tätig. Dabei stieg er vom einfachen Lehrer bis zum Dekan des Arizona State Teacher’s College auf. Dieses Amt bekleidete er von 1933 bis 1937. Er war auch Verfasser einiger Schulbücher für die Fächer Geschichte und Politik.

## Politische Laufbahn
John Murdock wurde Mitglied der Demokratischen Partei. Bei den Kongresswahlen des Jahres 1936 wurde er als Abgeordneter des Staates Arizona in das US-Repräsentantenhaus in Washington gewählt. Nachdem er in den folgenden Jahren jeweils wiedergewählt worden war, konnte er zwischen dem 3. Januar 1937 und dem 3. Januar 1953 insgesamt acht Legislaturperioden im Kongress absolvieren. Zwischenzeitlich war er Vorsitzender des Committee on Memorials sowie Mitglied des Committee on Irrigation and Reclamation und des Committee on Interior and Insular Affairs.
Nachdem er in den Kongresswahlen des Jahres 1952 nicht mehr in seinem Amt bestätigt worden war, zog er sich nach Scottsdale in den Ruhestand zurück. John Murdock starb im Jahr 1972 in Phoenix.